# Freden i København (1441)
Freden i København (eller Københavnertraktaten) var en fredsaftale mellem Hanseforbundet og De burgundiske Nederlande der blev underskrevet i København i 1441, som afsluttede den nederlandske-hanseatiske krig.
Aftalen blev udarbejdet efter, at Christoffer af Bayern havde slået et stort bondeoprør ned i det nordlige Jylland. Traktaten brød Hanseforbundets forsøg på at etablere monopol på østersøiske handelsruter. Selvom hanseatiske handelsregler ikke blev ændret, øgede nederlænderne (med deres større handelsskibe) deres kontrol over sildefiskeriet, den franske salthandel og den østersøiske korneksport.
Med aftalen blev Østersøen åbnet og kom under indflydelse af nederlandske købmænd. De hanseatiske handelsfolk blev efterhånden mellemhandlere, der transporterede bulkvarer (f.eks. tømmer, korn og fisk) fra Østersøområdet og byttede dem for tekstiler og andre færdigvarer. Traktaten ændrede ikke Hanseforbundets kontrol over deres handelskontorer i London, Brügge, Danzig og Bergen.
I henhold til aftalens betingelser lovede nederlandske byer at betale eller tilbagelevere 22 tabte skibe fra Preussen og Livland. Derudover skulle nederlænderne betale 5.000 gylden til den danske konge for at bevare deres handelsprivilegier i Danmark, samt betale erstatning for de skader, de havde forårsaget i de vendiske byer.